# الاخضریه، الجزایر
الاخضریه (عربی: الأخضریة) شهری است که در استان بویره در شمال کشور الجزایر واقع شده است. این شهر در ۷۵ کیلومتری (۵۰ مایلی) شمال شرق الجزیره، پایتخت الجزایر قرار دارد. الاخضریه در دامنه کوه‌های سرزمین قبایلی واقع شده و دارای منظره کوهستانی است. جمعیت این شهر در سال ۲۰۰۸ بالغ بر ۴۲٬۸۸۶ نفر بوده است.